# Antígon II Gònatas
Antígon II Gònatas (en grec Ἀντίγονος Γονατᾶς) fou rei de Macedònia. Era fill de Demetri Poliorceta i de Fila (filla d'Antípater) i net d'Antígon el borni (Antígon I de Macedònia). El seu malnom venia suposadament de la ciutat de Gonnos a Tessàlia, on hauria nascut, però com que el seu pare no va dominar aquesta ciutat altres erudits suggereixen que derivaria de la paraula macedònia gonatas equivalent a γονατὰς, que és la placa de ferro que protegeix el genoll, i que Antígon portava al seu equipament de combat.
El 287 aC el seu pare Demetri fou expulsat de Macedònia per Pirros de l'Epir i partir a Àsia deixant el seu fill Gònatas al Peloponès. Quan el seu pare va morir a Àsia el 283 aC, Antígon II va prendre el títol de rei de Macedònia sense dominar, però, el regne. El 286 aC Pirros fou expulsat per Lisímac de Tràcia, però al seu torn fou derrotat (280 aC) per Seleuc I Nicàtor. Seleuc fou assassinat per Ptolemeu Ceraune, que va morir ràpidament en lluita contra els gals. Durant tres anys hi va haver una completa anarquia de pretendents fins que el 277 aC Gònatas va obtenir la corona.
El selèucida Antígon I, que reclamava la corona, va renunciar després que Antígon es casés amb la seva germanastra Fila. Gònatas va derrotar els gals i va conservar el regne fins al 273 aC, quan Pirros va tornar d'Itàlia i es va apoderar del país excepte algunes ciutats. Al 272 aC, Antígon II va poder recuperar el territori en morir Pirros a Argos.
Alexandre II de l'Epir el va expulsar altre cop, però breument, ja que Demetri (que no se sap si era el seu germà Demetri de Cirene o el seu fill Demetri II de Macedònia) va ocupar una part de l'Epir i va obligar l'epirota a retirar-se.
La seva política fou contrària a la Lliga Aquea.
Va morir el 239 aC als 80 anys i li va succeir el seu fill Demetri II de Macedònia.